# Zia Gabriele Hüttinger
Zia Gabriele Hüttinger (* 1958 in Schwäbisch Gmünd) ist eine deutsche Sozialaktivistin, die unter dem Spitznamen „Suppenengel“ bekannt wurde. Sie gründete in Bremen einen gemeinnützigen Verein, der sich für die Unterstützung von Obdachlosen einsetzt und seit 1997 eine mobile Suppenküche anbietet.

## Leben
Nach dem Hauptschulabschluss machte Hüttinger an der Berufsaufbauschule in Waiblingen eine Ausbildung zur Hauswirtschaftsgehilfin. Im Anschluss absolvierte sie in Bremen an der Fachschule für Sozialpädagogik eine Ausbildung zur Erzieherin, die sie in einer Weiterbildung an der Uni Bremen um eine erwachsenenpädagogische Zusatzqualifikation erweiterte.
Nachdem Hüttinger außer in ihrem Beruf als Erzieherin auch in verschiedenen anderen Bereichen, unter anderem als selbständige mobile Fischhändlerin sowie in kulturellen und sozialen Projekten gearbeitet hatte, wurde sie 1996 arbeitslos.

## Wirken
Als sie im Winter 1996/97 anfing, Obdachlose mit selbst gekochter Suppe zu versorgen und dies über den Hörfunk bekannt machte, erhielt sie eine private Geldspende, mit der sie die Unterstützung auf immer mehr bedürftige Menschen erweitern konnte. Schon bald wurde ihr der Spitzname „Suppenengel“ verliehen. Mit weiteren Ehrenamtlichen gründete sie den Verein Die Suppenengel, der mehrmals pro Woche in der Bremer Innenstadt warme Mahlzeiten und Lebensmittel an Obdachlose ausgibt. Der Verein versorgt zwischen 150 und 200 Personen pro Tag mit Suppe, Broten, Kaffee und Kuchen, die per Lastenrad an mehrere Ausgabeorte in der Stadt gebracht werden. Durch die Unterstützung der Kirchengemeinde St. Jakobi (Bremen-Neustadt) konnte die dortige Küche zur Essenszubereitung genutzt werden.
Mittlerweile umfasst ihre Tätigkeit nicht nur die Verteilung von Essen, sondern auch Unterstützung bei Wohnungssuche, Behördengängen und Krankenhausbesuchen. Bemühungen um die Teilhabe Bedürftiger am kulturellen Leben sowie in der Alphabetisierungsarbeit ergänzen das Engagement. Die Deutsche Fernsehlotterie unterstützte den Verein mit einer Spende von 100.000 Euro.

## Ehrungen
- Der Landesfrauenrat Bremen ehrte sie als Bremer Frau des Jahres 2010.[10][11][12]
- 2013 wurde sie für ihren Einsatz für bedürftige Menschen mit dem Bundesverdienstkreuz am Bande ausgezeichnet.[13][14]